# 小高三良
小高 三良（おだか さんりょう、1947年〈昭和22年〉5月5日 - ）は、日本の男性俳優、声優、ナレーター。日本芸術専門学校講師。

## 来歴・人物
埼玉県坂戸市出身。法政大学文学部、舞台芸術学院講習科卒。劇団東演出身。プロダクション・タンク所属。
特技は大道芸（ガマの油売り、南京玉簾）、大道芸研究会員・講談（田辺派）、義太夫、野球、タップダンス、普通自動車免許。

## 出演

### テレビドラマ
- 相棒
- イアリー 見えない顔
- インディゴの夜
- Woman
- AKBラブナイト 恋工場
- 遅咲きのヒマワリ〜ボクの人生、リニューアル〜
- 菊次郎とさき
- 獣になれない私たち
- 佐々木夫妻の仁義なき戦い
- GTO2
- 主婦カツ!
- 高嶺の花
- 繋がれた明日
- 積木くずし
- 美の巨人たち
- ビンタ!〜弁護士事務員ミノワが愛で解決します〜
- プラチナエイジ
- MOZU
- 世にも奇妙な物語 ハイ・ヌーン
- 楽園
- ラストホープ
- やすらぎの刻〜道
- 言霊荘
- 潜水艦カッペリーニ号の冒険 -  用務員ツネさん
- アンメット ある脳外科医の日記 第8話（2024年6月3日、関西テレビ・フジテレビ） - 里村郁夫 役[5]
- 笑うマトリョーシカ 第3話（2024年7月12日、TBS） - 老人ホームそよかぜ苑の入居者 役
- 民王R 第1話・第7話（2024年10月22日・12月3日、テレビ朝日） - 藤河原良作 役
- 全領域異常解決室 第4話（2024年10月30日、フジテレビ）[6]

### テレビ番組
- NHK高校講座 ベーシック10
- NHKスペシャル 未解決事件 グリコ・森永事件
- ためしてガッテン

### 映画
2006年
- ありがとう
- 不撓不屈
- ラブ★コン

2007年
- 大日本人

2008年
- Beauty うつくしいもの
- 山桜

2010年
- ゴールデンスランバー

2011年
- 聯合艦隊司令長官 山本五十六

2013年
- R100

2015年
- 悼む人

2016年
- アズミ・ハルコは行方不明

2019年
- 七つの会議

### テレビアニメ
1975年
- タイムボカン（小人C）

1995年
- 鬼神童子ZENKI（太古堂の親父）

1997年
- VIRUS -VIRUS BUSTER SERGE-（木島部長）

1998年
- ビーストウォーズII 超生命体トランスフォーマー（1998年 - 1999年、アパッチ）

1999年
- こちら葛飾区亀有公園前派出所（1999年 - 2006年、宮坂、講師、月形）
- 魔装機神サイバスター（上条一徹）

2000年
- だるまちゃんととらのこちゃん（花屋主人）

2001年
- 遊☆戯☆王デュエルモンスターズ（アーサー・ホプキンス）

2002年
- 十二国記（レポーター）

2006年
- 結界師（2006年 - 2007年、生徒B、先生、数学教師）

2007年
- 人造昆虫カブトボーグ V×V（民宿のおじいさん）

2010年
- COBRA THE ANIMATION（トポロ教授）

2013年
- トレインヒーロー（ドビー・ザック）
- 名探偵コナン（2013年 - 2022年、警官、岡本、杉山清、ホームレス、老人、林三歩）

2016年
- クレヨンしんちゃん（おじいさん）

2018年
- ドラえもん（テレビ朝日版第2期）（古道具屋さん）

2021年
- 逆転世界ノ電池少女（真国アナウンサー）

2024年
- 百千さん家のあやかし王子（おじいさんB）
- 夏目友人帳 漆（箱守り）

### 劇場アニメ
- GHOST IN THE SHELL / 攻殻機動隊（1995年、技師）
- ビーストウォーズ II ライオコンボイ、危機一髪!（1998年、アパッチ）

### Webアニメ
- T・Pぼん（2024年、長老）

### ゲーム
- ルパン三世 ルパンには死を、銭形には恋を（2007年）

### 吹き替え

#### 映画
- わが谷は緑なりき（ギルム〈ドナルド・クリスプ〉）
- 我が家の楽園（アンソニー・カービー〈エドワード・アーノルド〉）
- グリマーマン（1999年）※テレビ朝日版
- ミリオンダラー・ベイビー（2004年）
- ある公爵夫人の生涯（2009年、グレイの父〈ジョン・シュラプネル〉）

#### テレビドラマ
1999年
- ザ・ホワイトハウス

2001年
- チャームド 〜魔女3姉妹〜（技師）

2005年
- グレイズ・アナトミー 恋の解剖学

2008年
- クローザー（マイク・タオ〈マイケル・ポール・チャン〉）

2010年
- リゾーリ&アイルズ ヒロインたちの捜査線

2011年
- グッド・ワイフ2（チャールズ）
- コールドケース7 ザ・ファイナル（スティーヴ・バーク）
- ボードウォーク・エンパイア 欲望の街

2012年
- グッド・ワイフ3
- MAJOR CRIMES 〜重大犯罪課（マイク・タオ）

2014年
- ガール・ミーツ・ワールド

2018年
- 刑事モース〜オックスフォード事件簿〜

#### アニメ
- ルイスと未来泥棒（2007年、ウィラースタイン先生〈トム・ケニー〉）

### ラジオドラマ
- 命の汽笛（2003年）
- コーカサスの金色の雲（2003年）
- タイムスリップ川中島（2007年）

### ナレーション
- 3時にあいましょう
- ヤメゴク〜ヤクザやめて頂きます〜（2015年、TBS） - 冒頭ナレーション
- モーニングEye（1990年代、TBS）

### 舞台
- 月光の夏
- 桜の園
- 父と暮らせば
- 長江 乗合い船（高船長）
- 妻よ母よ子供等よ
- 杜子春
- どん底
- みんなで渡れば…
- レ・ミゼラブル